# IC 73
IC 73 ist eine Spiralgalaxie vom Hubble-Typ SABbc im Sternbild Fische auf der Ekliptik. Sie ist etwa 285 Millionen Lichtjahre von der Milchstraße entfernt und hat einen Durchmesser von etwa 45.000 Lichtjahren.

Im selben Himmelsareal befinden sich u. a. die Galaxien NGC 396 und IC 74.
Das Objekt wurde am 20. August 1892 vom französischen Astronomen Stéphane Javelle entdeckt.